# Francis Schneider
Francis Schneider, né le 27 février 1949, à Mulhouse, en France, est un ancien joueur de basket-ball français. Il évolue au poste d'ailier.